# Sayama Satoshi
Satoshi Sayama (sinh ngày 27 tháng 5 năm 1980) là một cầu thủ bóng đá người Nhật Bản.

## Sự nghiệp câu lạc bộ
Satoshi Sayama đã từng chơi cho Vegalta Sendai.